# Grb Občine Kočevje
Grb Občine Kočevje je na podlagi 5. in 27. člena statuta Občine Kočevje (Uradni list RS, št. 23/99) Občinski svet občine Kočevje sprejel na 6. redni seji dne 28. junija 1999. Grb vsebinsko simbolizira Kočevje v času pridobitve mestnih pravic. 
Grb je predstavljen na ščitu, na katerem je na modri podlagi upodobljen sveti Jernej, zaščitnik mesta, v ozadju je utrdba, v ospredju pa pleten obrambni zid rjave barve.